# Пролив Хардина
Пролив Хардина (лат. Hardin Fretum) — узкий участок жидкости, соединяющий два углеводородных резервуара. Находится на Титане, спутнике Сатурна.

## География и геология
Центр имеет координаты 57°18′ с. ш. 317°48′ з. д. / 57,3° с. ш. 317,8° з. д.. По состоянию на апрель 2015 года — крупнейший наименованный пролив на Титане, его размер составляет 246 км. Узкий пролив соединяет море Кракена и Уолвисский залив. К северо-востоку от него находится залив Кумбару. Обнаружен на снимках с космического аппарата «Кассини».

## Эпоним
Назван именем Сальвора Хардина — персонажа романа Айзека Азимова «Основание», первого мэра планеты Терминус. Название было утверждено Международным астрономическим союзом в 2015 году.